# Dougie Gray
Douglas Herbert Gray (Alford, 4 aprile 1905 – Glasgow, 4 aprile 1972) è stato un calciatore scozzese, di ruolo difensore.

## Carriera

### Club
Trascorse l'intera carriera in Scozia, giocando per i Rangers, con cui vinse 12 titoli nazionali e 6 coppe di Scozia.

### Nazionale
Ha vestito la maglia della Nazionale scozzese tra il 1928 e il 1932.

## Palmarès

### Club

#### Competizioni nazionali
- Campionato scozzese: 11

Rangers: 1926-1927, 1927-1928, 1928-1929, 1929-1930, 1930-1931, 1932-1933, 1933-1934, 1934-1935, 1936-1937, 1938-1939, 1946-1947
- Coppa di Scozia: 6

Rangers: 1927-1928, 1929-1930, 1931-1932, 1933-1934, 1934-1935, 1935-1936
- Coppa di Lega scozzese: 1

Rangers: 1946-1947